# Tàngara cellablava
La tàngara cellablava (Tangara cyanotis) és un ocell de la família dels tràupids (Thraupidae).

## Hàbitat i distribució
Habita la selva pluvial, clars i vegetació secundària dels Andes, al sud de Colòmbia, est de l'Equador i est del Perú. Oest de Bolívia.